# Nat Perrilliat
Nathaniel 'Nat' Perrilliat (New Orleans, 29 november 1936 – Sacramento (Californië), 26 januari 1971) was een Amerikaanse jazzsaxofonist op het gebied van de modernjazz en de rhythm-and-blues.

## Biografie
Perrilliat speelde in het begin van de jaren 1950 in de houtblazerssectie van de orkesten van Professor Longhair, Smiley Lewis en Shirley & Lee, voordat hij modernjazz begon te spelen in onder meer New Orleans-clubs, o.a. met Ellis Marsalis, Alvin Batiste, James Black en in het originele American Jazz Quintet, opgericht door Ed Blackwell in 1955 (Boogie Live, 1958, AFO 1958), waar hij de opvolger was van Harold Battiste. Hoewel hij als studiomuzikant werkte voor Allen Toussaint en Harold Battiste, moest hij zichzelf en zijn gezin onderhouden als taxichauffeur. Vanaf 1965 maakte hij deel uit van de band van Fats Domino, met wie hij ook op tournee ging door het Verenigd Koninkrijk. Het vibratorrijke saxofoonspel van Perrilliat werd beïnvloed door David 'Fathead' Newman, Eddie Harris en King Curtis.

## Overlijden
Nat Perrilliat overleed in januari 1971 op 35-jarige leeftijd aan een hersentumor.

## Discografie
- 1961: Barbara George: I Know (You Don't Love Me No More) (A.F.O.)
- 1962: Nat Adderley: In the Bag (Jazzland)
- 1963: Ellis Marsalis: Monkey Puzzle
- 1993: Professor Longhair – Fess: The Professor Longhair Anthology (Rhino)

- Bibliothèque nationale de France: cb14015784x (data)
- International Standard Name Identifier: 0000 0000 4276 3883
- Library of Congress Control Number: no2006021165
- MusicBrainz: 22596c28-f864-49db-afaa-fb00a2667b8d
- Virtual International Authority File: 12054418
- WorldCat: E39PBJv4gVrqKXcTwFmp6JkdQq